# AFF3
AFF3‏ (AF4/FMR2 family member 3) هوَ بروتين يُشَفر بواسطة جين AFF3 في الإنسان.